# 敖得薩蘇維埃共和國
敖德薩蘇維埃共和國（俄语：Одесская Советская Республика）是在1918年1月31日創建的一個蘇維埃政權，範圍包括了俄羅斯帝國時期的赫爾松省和比薩拉比薩省。該政權發行有自己的郵票和貨幣。敖得薩蘇維埃共和國在建國兩個月之後被德軍和奧匈軍隊侵略，並成為烏克蘭人民共和國的一部分。